# Ypthima triophthalma
Ypthima triophthalma är en fjärilsart som beskrevs av Paul Mabille 1885-1887. Ypthima triophthalma ingår i släktet Ypthima och familjen praktfjärilar. Inga underarter finns listade i Catalogue of Life.